# Вязанкин, Анатолий Петрович
Анатолий Петрович Вязанкин (род. 21 февраля 1933 года) — советский игрок в хоккей с мячом. Мастер спорта СССР (1955).

## Биография
В хоккей с мячом начал играть в городе Люберцы. Первой командой стал люберецкий «Трактор». В 1952 году играл в составе перовского «Урожая», завоевавшего бронзу первого чемпионата РСФСР.
С 1952 года выступал в составе хабаровского ОДО. Победитель Первенства СССР среди команд 2-й группы 1953 года. За четыре сезона провёл 63 игры и забил 35 мячей. Бронзовый призёр чемпионата СССР 1955 года. Финалист Кубка СССР 1954 года. В 1955 году включался в символическую сборную сезона, став лучшим бомбардиром сезона с 14 мячами. В 1957 году снова вошёл в символическую сборную сезона.
В 1957-61 годах играл в составе «Динамо» (Москва). Чемпион СССР 1961 года. Серебряный (1959) и бронзовый (1960) призёр чемпионата СССР. В 78 играх в составе динамовцев забил 43 мяча. В 1958 году в третий раз входил в символическую сборную сезона.
В 1961-64 годах игрок «Фили».
В 1964-68 годах играл в составе красногорского «Зоркий».
В 1954 году играл в футбольной команде хабаровского ОДО.